# Büchelberg (Haundorfer Wald)
Der Büchelberg ist ein 465,1 m ü. NHN hoher, bewaldeter Berg westlich des Spalter Hügellandes im mittelfränkischen Landkreis Weißenburg-Gunzenhausen. Der Berg gehört zu den höchsten Erhebungen Im Süden des Haundorfer Waldes.

## Geographie

### Lage
Der bewaldete Büchelberg erhebt sich im Nordwesten des Landkreises Weißenburg-Gunzenhausen. Südlich liegt das gleichnamige Dorf Büchelberg, westlich die Orte Wehlenberg und Stadeln. Nordöstlich liegen der Haundorfer Weiher und der Schleißbühlweiher. Nördlich fließen der Haundorfer Weihergraben und der Wettelbach, unweit im Westen der Nesselbach vorbei. Am Osthang entspringt der Altweihergraben, ein Zufluss des Eichenberger Weihers, der wiederum vom Laubenzedeler Mühlbach durchflossen wird. Die Grenze zwischen den Gemeinden Muhr am See, Gunzenhausen und Haundorf verläuft entlang des Berges, wobei der Gipfel und der größte Teil des Berges auf der Haundorfer Seite liegt. Im Osten führt die Kreisstraße WUG 22 vorbei.

### Naturräumliche Zuordnung
Der Büchelberg gehört in der naturräumlichen Haupteinheitengruppe Fränkisches Keuper-Lias-Land (Nr. 11), in der Haupteinheit Mittelfränkisches Becken (113) und in der Untereinheit Südliche Mittelfränkische Platten (113.3) zum Naturraum des Südlichen Vorlandes des Spalter Hügellandes (mit Brombachgrund) (113.33).